# Golfe Erebus and Terror
Le golfe Erebus and Terror est un golfe de l'océan Austral. Situé près de la péninsule Antarctique entre le groupe des îles Joinville et celui de l'île James-Ross.
Il est nommé d’après les navires HMS Erebus et HMS Terror de l'expédition Erebus et Terror de James Clark Ross.